# Antonio Piolanti
Antonio Piolanti (Predappio, 7 de agosto de 1911-Roma, 28 de septiembre de 2001) fue un sacerdote católico, tomista y teólogo italiano, además de rector de la Pontificia Universidad Lateranense de Roma.

## Biografía
Después de completar sus estudios secundarios en el Seminario de Bertinoro y sus estudios universitarios de Filosofía en el Seminario regional de Bolonia, se licenció en Teología e In utroque jure -es decir, en los dos derechos: civil y canónico- en la Pontificia Universidad Lateranense de Roma. Tras su ordenación sacerdotal en 1934, enseñó en el Ateneo de Propaganda Fide (1938-1955), y desde 1945, como ordinario de Teología Sacramental, también en la Pontificia Universidad Lateranense, con una cátedra creada especialmente para él.
En 1948, fundó una revista trimestral de teología y filosofía tomista, Doctor communis y en 1956, otra revista teológica, Divinitas (ambas se siguen publicando). Fue uno de los inspiradores de la encíclica Humani generis (1950) en la que Pío XII advertía contra “un irenismo imprudente”, “relativismo dogmático”, “nueva exégesis” y otras “falsas opiniones que amenazan con arruinar los fundamentos de la doctrina católica”.
Posteriormente ocupó diversos cargos: Decano de la Facultad de Teología de la Pontificia Universidad Urbaniana (1955-1962); Decano de la Facultad de Teología de la Pontificia Universidad Lateranense (hasta 1957), y Rector de dicha Universidad (1957-1969). Piolanti fue de hecho, el primer Magnífico Rector de la Pontificia Universidad Lateranense, dado que, el 17 de mayo de 1959, Juan XXIII (a quien Piolanti había tenido el honor de acoger durante una visita oficial el 27 de noviembre de 1958) elevó a Universidad Pontificia lo que, hasta entonces, sólo había sido un Ateneo Pontificio. En 1961 se ampliaron las instalaciones universitarias próximas a la basílica de San Juan de Letrán, y Piolanti solicitó a su amigo, el ingeniero de caminos y sacerdote español Álvaro del Portillo un peritaje sobre el proyecto que habían encargado. Del Portillo le envió su parecer el 23 de enero de 1962.
Piolanti fue durante muchos años consultor de la Curia romana, de numerosas congregaciones, participando, entre otros asuntos, en la preparación tanto del Sínodo Romano (24-31 de enero de 1960) como experto oficial; y del Concilio Vaticano II como consejero (1962-65).
En 1970 fue purgado de la Pontificia Universidad Lateranense junto a otros 16 profesores, incluido Michel-Louis Guérard des Lauriers, O.P.
Fue vicepresidente de la Academia Pontificia de Santo Tomás (1969-2001). Al mismo tiempo, como canónigo de la Basílica de San Pedro, fue también postulador de la causa de beatificación y canonización de Pío IX (desde 1972 hasta el umbral de su muerte), y como tal reavivó un proceso que parecía estancado durante años, llevándolo finalmente hasta la proclamación de Pío IX como Beato, el 3 de septiembre de 2000. Piolanti, además de haber sido un activo organizador y promotor dentro de las diversas instituciones eclesiásticas, fue sobre todo uno de los máximos exponentes de la llamada Escuela Romana de Teología del siglo XX, junto con Salvatore Garofalo, Pietro Parente, o Salvatore Talamo. Profundo conocedor de toda la Teología, hábil tomista, fue uno de los principales investigadores y estudiosos internacionales de la Teología de los sacramentos, en particular de la Eucaristía, sobre la que escribió numerosas e importantes monografías.

## Obras

### Libros:
- Il misterio della comunione dei santi. Nella rivelazione e nella teologia (1957).
- De novissimis et sanctorum communione (1959).